# Paolo Salvi
Paolo Salvi (Brescia, 22 novembre 1891 – Campo di concentramento di Mauthausen, 12 gennaio 1945) è stato un ginnasta italiano, vincitore di due medaglie d'oro nella gara di concorso a squadre di ginnastica. La prima medaglia la vinse ai Giochi olimpici di Stoccolma 1912 e la seconda ai Giochi Olimpici di Anversa 1920.

## Bìografia
Nacque a Brescia il 22 novembre del 1891. A 21 anni, nel 1912 vince a Stoccolma la sua prima medaglia d'oro nella ginnastica artistica (squadra composta, oltre da Salvi, da Pietro Bianchi, Guido Boni, Alberto Braglia, Giuseppe Domenichelli, Carlo Fregosi, Alfredo Gollini, Francesco Loi, Luigi Maiocco, Giovanni Mangiante, Lorenzo Mangiante, Serafino Mazzarocchi, Guido Romano, Luciano Savorini, Adolfo Tunesi, Giorgio Zampori, Umberto Zanolini, Angelo Zorzi), ma dovette interrompere l'attività a causa dello scoppio della prima guerra mondiale a cui partecipò nel Regio Esercito. Finito il conflitto tornò ad allenarsi, arrivando nel 1920 in Belgio a vincere nuovamente l'oro olimpico (squadra composta, oltre da Salvi, da Arnaldo Andreoli, Ettore Bellotto, Pietro Bianchi, Fernando Bonatti, Luigi Cambiaso, Carlo Costigliolo, Luigi Costigliolo, Giuseppe Domenichelli, Roberto Ferrari, Carlo Fregosi, Romualdo Ghiglione, Ambrogio Levati, Francesco Loi, Vittorio Lucchetti, Luigi Maiocco, Ferdinando Mandrini, Lorenzo Mangiante, Antonio Marovelli, Michele Mastromarino, Giuseppe Paris, Manlio Pastorini, Ezio Roselli, Giovanni Tubino, Giorgio Zampori e Angelo Zorzi).
Si trasferì quindi ad Albenga dove lui, o la famiglia, acquistarono la centrale del latte. Dall'autunno del 1943 un ricognitore inglese sorvolava la città lanciando dei volantini, uno di questi venne portato al bar e fu oggetto di qualche parola tra Salvi e suoi tre amici, dopodiché venne gettato via. Dopo qualche giorno una delazione portò all'arresto e alla perquisizione delle case e attività dei quattro, senza trovare nulla, e vennero rilasciati. Dopo un paio di mesi, nel gennaio del 1944, venne operato un nuovo controllo nella Centrale del Latte di Salvi da parte delle Brigate nere; un milite lanciò un urlo, "Eccolo!", sventolando in aria un volantino. Salvi ebbe una reazione istintiva esclamando: "Non c'è mai stato! Ce l'avete messo voi!". I quattro vennero portati al carcere di Sant'Agostino a Savona, nel reparto politico, poi a quello di Marassi e infine al campo di Fossoli.
Il 7 aprile 1944 fu recapitata una lettera proveniente dal campo di concentramento di Fossoli da parte di Paolo Salvi al figlio diciassettenne Giampiero in cui lo informava che lui e gli altri tre amici erano detenuti in attesa di essere deportati in Germania. Un'analoga lettera di Nicolò Podestà fu consegnata ai suoi familiari. A giugno, i loro congiunti fecero un viaggio a Fossoli per portare conforto e generi ai propri familiari. Mentre erano in visita, il 21 giugno venne allestito il convoglio per la Germania. Le famiglie provarono a organizzare una fuga corrompendo le guardie, ma i quattro amici rifiutarono sapendo che spesso in caso di fuga venivano prese di mira le famiglie. Il figlio di Salvi, Giampiero, ricordò:
{{I nazifascisti chiusero i portelloni dei carri bestiame piombandoli e tra le pareti di legno potemmo parlare per qualche minuto con i nostri cari. Furono momenti tristi e tragici per non poter far nulla contro tali barbarie da Medioevo. Sentivamo i loro lamenti e le loro grida. Tre sbuffi di vapore il treno si mise in marcia, noi attendemmo che sparisse all'orizzonte e aspettammo di vedere in lontananza l'ultimo sbuffo di fumo|Giampiero Salvi}}
Nessuno dei quattro fece ritorno dai campi di concentramento. Salvi fu rinchiuso nel campo di concentramento di Mauthausen e vi morì il 12 gennaio 1945, stando a una comunicazione del Comando tedesco al Comune di Albenga, "per mitragliamento aereo del nemico".

## Palmarès
| Anno | Manifestazione  | Sede      | Evento             | Risultato |
| ---- | --------------- | --------- | ------------------ | --------- |
| 1912 | Giochi olimpici | Stoccolma | Concorso a squadre | Oro       |
| 1920 | Giochi olimpici | Anversa   | Concorso a squadre | Oro       |

## Riconoscimenti
- Nel maggio 2015, una targa dedicata a Salvi è stata inserita nel percorso Walk of Fame dello sport italiano al parco olimpico del Foro Italico a Roma, riservato agli sportivi italiani che si sono distinti in campo internazionale.[3][4]